# Slim Slam Slum
|  | For tegneserien af samme navn, se Slim Slam Slum (tegneserie) |
Slim Slam Slum (kendt på engelsk som Joystick Nation) er dansk hiphop komediefilm fra 2002, skrevet og instrueret af brødrene Marcelino Ballarin og Jorge Ballarin, der baserede den på deres tegnerserie af samme navn. Filmen handler om hvordan de 3 unge fyre Slim, Slam og Slum spillet af Thure Lindhardt, Simon Jul Jørgensen og Tommy Bredsted klarer sig gennem en stressende tilværelse.

## Handling
Filmen handler om de tre fyre Slim (Thure Lindhardt), Slam (Simon Jul Jørgensen) og Slum (Tommy Bredsted), der bor i en 3-værelses lejlighed i Nordvestkvarteret. De bruger det meste af deres tid på at spille playstation, ryge hash og drømme om at score en masse penge og lækre piger. En dag da de sammen med deres supernørde ven Verner (Ken Vedsegaard), tager i Frederiksbergs Svømmehal møder de, de tre bimbos Dit (Gry Bay), Dat (Tina Kissow) og Dut (Rebecca Egekvist), som de hurtigt får interesse for. De tre kvinder er dog mere interesserede i smarte mænd med penge og magt. En dag får Slim, Slam og Slum nok af deres lavprestigejobs med dårlig løn og siger op. Sammen med deres ven Verner, hvis største værdi i deres øjne er hans bil, og den smarte Dahlgaard (Mads M. Nielsen) starter de et tegneserieprojekt ved navn "Ben og Bob" på internettet. I løbet af to måneder rykker projektet helt vildt, og Slim, Slam og Slum får udsigt til et liv med penge, prestige – og ikke mindst Dit, Dat og Dut. Men tingene går dog ikke helt som planlagt da de pludselig finder ud af at Dahlgaard har solgt deres site og stukket af til Thailand. Slum kommer derfor på den nye idé at de kan starte deres eget hiphop og tilegen sig popularitet via musik. Han finder impulsivt på et bandnavn ved navn Boomin' Crew, og de andre entusiastisk med på idéen.
De indspiller en CD ovre hos Verners hjemmestudie. Verner og Slim mikser musikken, mens Slam og Slum, skriver teksterne og rapper. De fremstiller 300 kopier ad CD’en og udgiver dem i butikkerne. Men de får kun solgt nogle få stykker, og restlageret forsøger de at sælge på et lokalt Nordvestloppemarked, men uden succes. De bliver dog alligevel kendt i undergrunden, da de kort tid efter bliver ringet op af Klunkesten fra Støder Sten – et diskotek, der ligger på Vesterbro.
Da de af Klunkesten bliver tilbudt tariffen, afslår de det, samt en pladekontrakt fra den kendte musikproducer Søren Svinehund. Drengene er enige om at de hellere vil være sig selv, og ligge hjemme på sofaen. Ingen af drengene lykkedes at score deres drømmepiger via musikken, men Slim får dog scoret Dit for den han er.

## Medvirkende
- Thure Lindhardt – Slim
- Simon Jul Jørgensen – Slam
- Tommy Bredsted – Slum

Blandt de øvrige medvirkende kan nævnes:
- Gry Bay
- Ken Vedsegaard
- Mads M. Nielsen
- Liselotte Lohmann
- Hans Henrik Voetmann
- Camilla Bendix
- Henrik List
- Ole Thestrup
- Bent Andersen
- Nicolas Barbano
- Lasse Skou Lindstad

## Om Filmen
Premieren og visningerne var bl.a. i Palads og Cinemaxx. Dagbladet Arbejderen kaldte Slim Slam Slum-filmen "En rigtig god film". Slim Slam Slum er oprindelig en tegneserie, som Jorge har tegnet og broderen Marcelino har skrevet. Filmen er blevet solgt på DVD udgivelser til Tyskland og Østrig under navnet "Joystick Nation – Generation Hip Hop", samt til TV-visninger på især TV1000 i Norden (Viasat) og TV2 Film. Filmen er solgt i Danmark i mere end 12.000 DVD-eksemplarer, og har opnået kultsstatus.
Originalt skulle filmen have haft udviklingsstøtte og produktionsstøtte fra Det Danske Filminstitut og var produceret af Regner Grasten og Zentropa, med kendte skuespillere: Karl Bille, Nicholas Kvaran og Robert Hansen i rollerne som Slim Slam og Slum og Sofie Lassen-Kahlke, Anna-Sofie Gjerluf Lund og Zindy i rollerne som Dit, Dat og Dut. Men på grund af Ballarin-brødrenes uenigheder med Grasten besluttede de sig for selv at stå for projektet og fik støtte fra Wise Guy Productions i stedet og DFI under konsulent ordningen.